# Hüttikon
Hüttikon ist eine politische Gemeinde im Bezirk Dielsdorf des Kantons Zürich in der Schweiz.

## Wappen
Blasonierung:
In Silber über einem roten Doppelkreuz ein schwarzer Sparren und ein rotes Schildhaupt

## Geographie

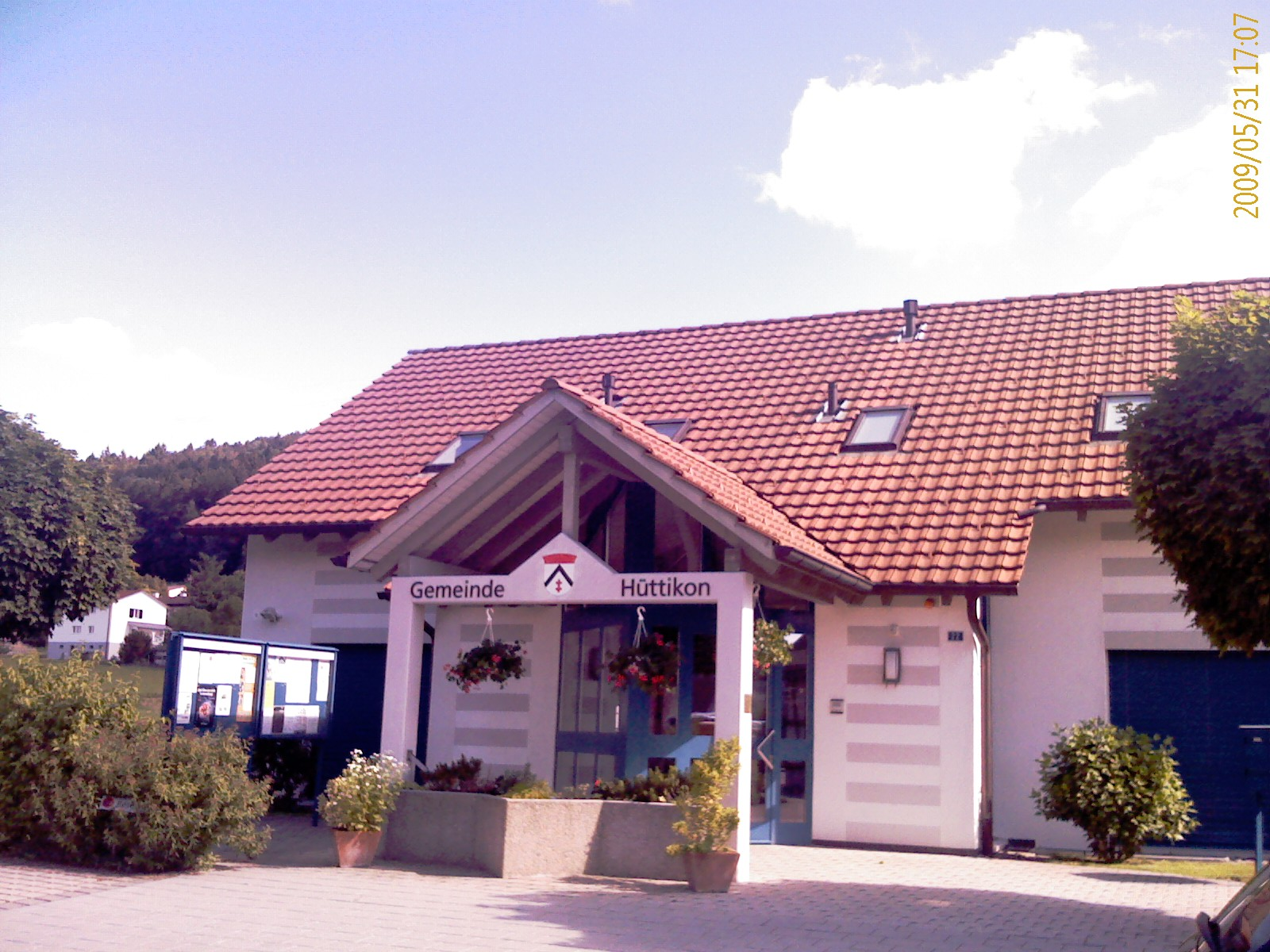
Gemeindehaus

Hüttikon liegt im Furttal des Zürcher Unterlands am Fusse des Altbergs vor den Toren der Stadt Zürich. Die Nachbargemeinden von Hüttikon sind im Uhrzeigersinn im Westen beginnend die aargauische Gemeinde Würenlos und die Zürcher Gemeinden Otelfingen sowie Dänikon im Bezirk Dielsdorf und die Limmattalgemeinde Oetwil an der Limmat im Bezirk Dietikon. Hüttikon ist mit 159 Hektar die Gemeinde mit dem kleinsten Territorium im Kanton Zürich.

## Geschichte

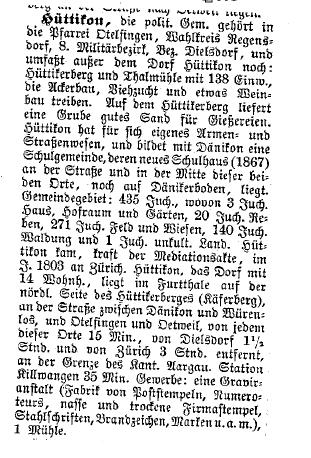
Beschreibung der Gemeinde Hüttikon aus dem Jahr 1873

Am 3. Februar 883 wurde Hüttikon erstmals urkundlich erwähnt. Mit diesem Schriftstück übertrug ein Adalbert seine Güter an die Fraumünsterabtei in Zürich und tauschte sie gegen solche im nicht mehr existierenden Dorf Borsikon am Türlersee ein.
Die gesamte Gerichtsbarkeit, das heisst das Hohe Gericht, lag im 14. Jahrhundert in den Händen der Habsburger. Der Ort selber gehörte damals zum Amt Siggental. Einige Höfe der damaligen Siedlung Hutto kamen schon sehr früh in den Besitz des Klosters Wettingen und der Badener Spitalverwaltung. Diese enge Verbindung mit dem Aargau ist darauf zurückzuführen, dass der Ort 1415 bis 1798 zur Grafschaft Baden gehörte. Von diesem Zeitpunkt an war Hüttikon eidgenössisches Untertanenland. Während der Helvetik 1798 bis 1803 wurde es dem neu gegründeten Kanton Baden zugeteilt. 1803 wurde Hüttikon vom Kanton Aargau losgelöst und dem Kanton Zürich einverleibt. 1868 wurde es von der Kirchgemeinde Würenlos abgetrennt und der Kirchgemeinde Otelfingen zugeteilt. Hüttikon existiert seit 1814 als Gemeinde im heutigen Sinne.

Luftbild (1958) von Werner Friedli

## Politik
Gemeindepräsidentin ist seit 2020 Beatrice Derrer (SVP, Stand Dezember 2023).
Bei der Nationalratswahl 2019 erreichten die Parteien folgende Wähleranteile: SVP 52,24 %, FDP 13,01 %, glp 12,06 %, SP 6,94 %, Grüne 6,45 %, CVP 4,84 %, EDU 1,32 %, EVP 0,85 % und andere (8) 0,84 %.
Die Wähleranteile bei der Nationalratswahl 2023: SVP 49,19 % (−3,05 %), glp 12,27 % (+0,21 %), Die Mitte 11,96 % (+5,69 %), SP 8,49 % (+1,55 %), FDP 6,79 % (−6,22 %), Grüne 4,56 % (−1,90 %), EVP 2,60 % (+1,75 %), EDU 1,44 % (+0,11 %), andere (12) 2,69 % (+1,85 %).

## Kunst, Kultur

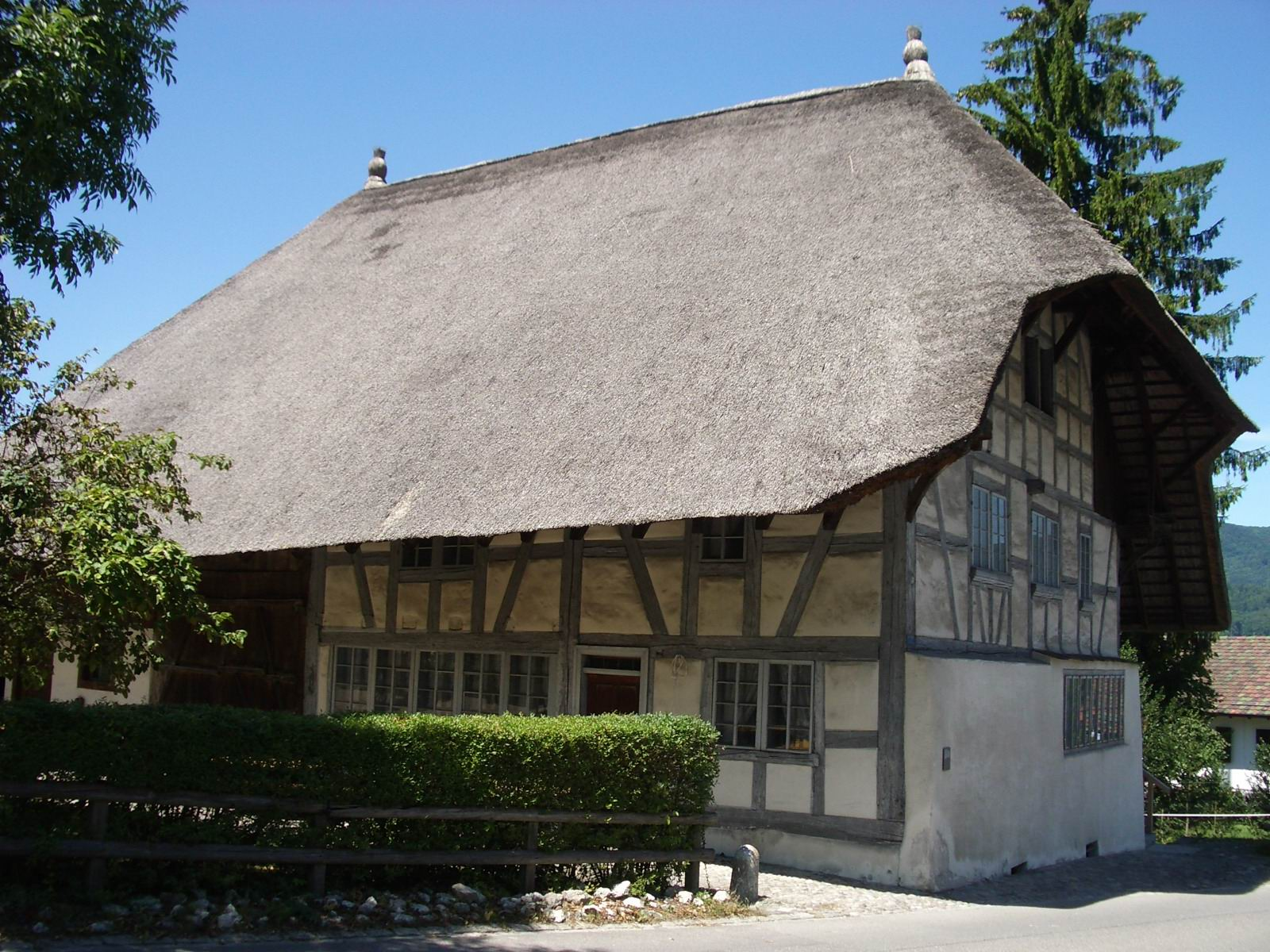
Strohdachhaus, 1682 erbaut

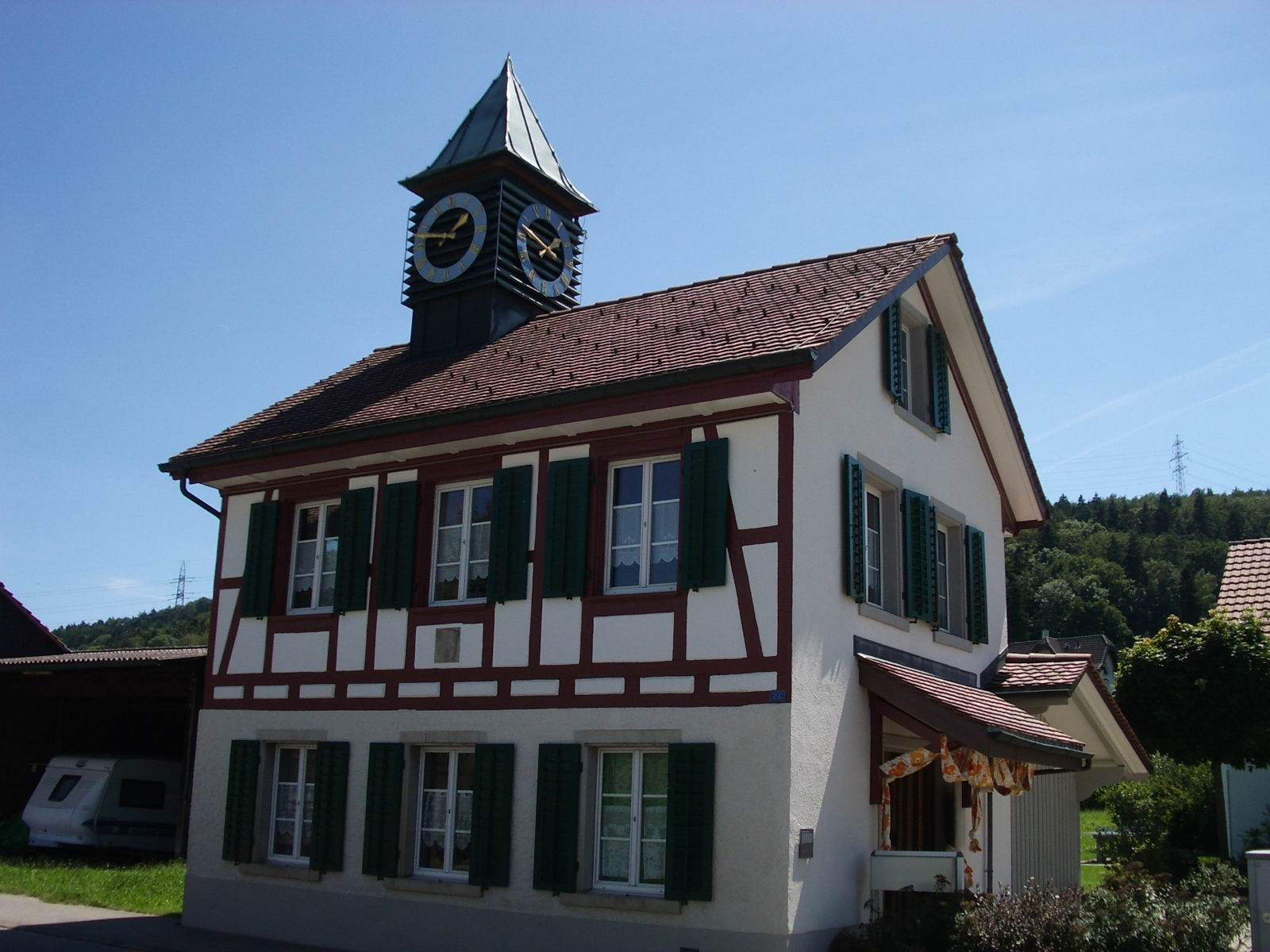
Altes Spritzen- und Gemeindehaus, vor 1870 erbaut

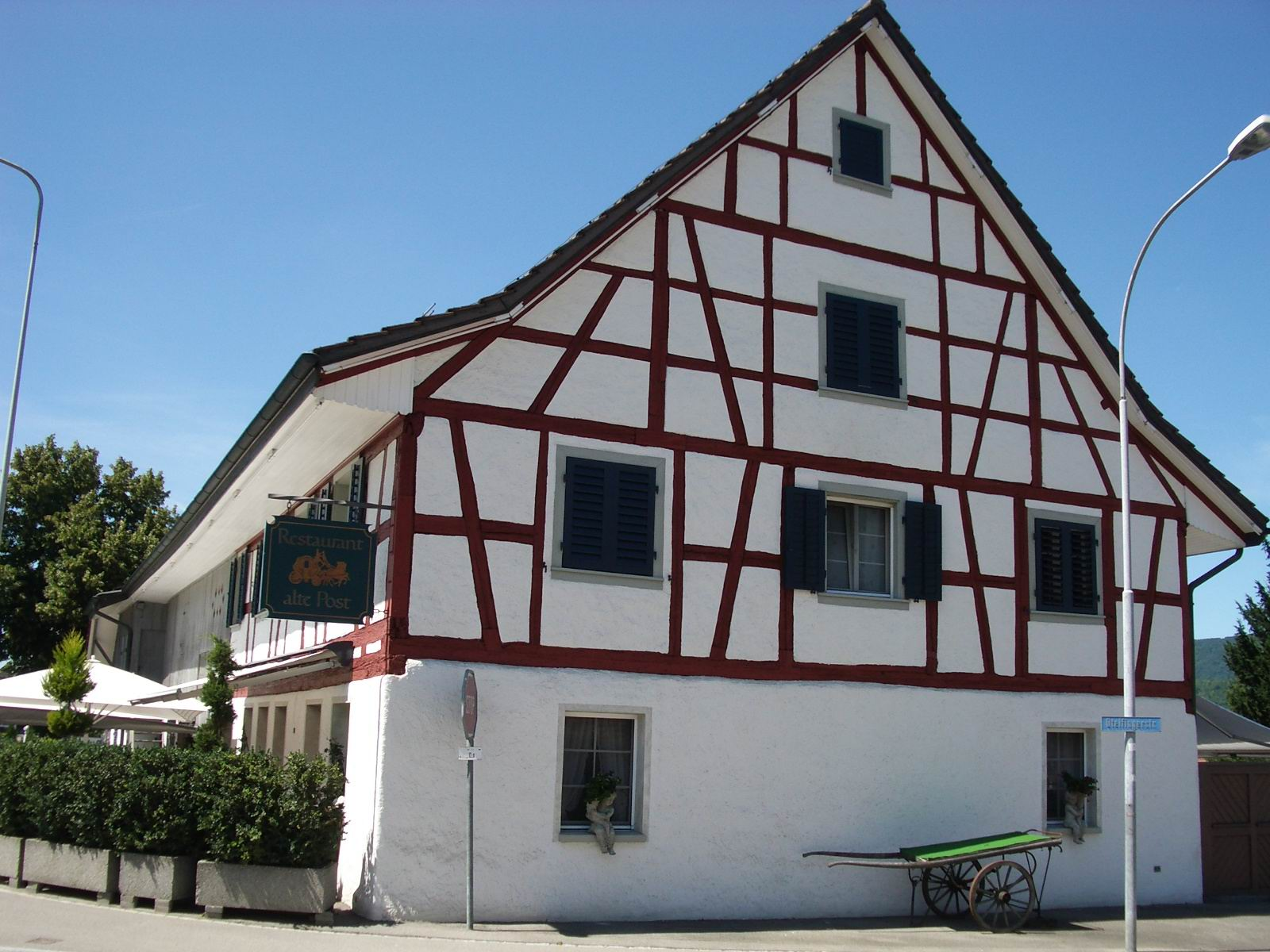
Gasthof «Alte Post»

Das einzige im Kanton Zürich noch bestehende Strohdachhaus wurde ungefähr 1682 nach aargauischem Vorbild erbaut und kam 1940 in den Besitz des Kantons Zürich. In diesem Haus war bis 1874 die nur während des Winters betriebene Hüttikerschule untergebracht.
1970/71 wurde das Strohdachhaus überholt und mit Schilf bedeckt, das aus Polen und Rumänien importiert wurde. Die Schilfbedeckung ist haltbarer als die Strohbedeckung, ausserdem ist es heutzutage schwierig, Weizenstroh zu finden, das von Hand gedroschen worden ist, weil Mähdrescher heute viel effizienter ernten können. Obschon auch ein Mähdrescher so eingestellt werden kann, dass er die Strohhalme nicht zerkleinert, wird er sie trotzdem verletzen und für ein Strohdach untauglich machen (Risse im Halm nehmen Wasser auf). Einige Jahre diente das Haus als Jugendherberge.
Im Strohdachhaus befindet sich eine Küche mit einer offenen Herdstelle und rauchgeschwärzten Balken. Der Kachelofen stammt aus dem Jahre 1848. Das Haus wurde 1985 durch die Liegenschaftenverwaltung des Kantons Zürich restauriert, dem das historische Haus seit der Unterschutzstellung auch gehört.